# Edith Bruck
Edith Bruck (n. 3 mai 1931, Tiszabercel, Districtul Ibrány, Szabolcs-Szatmár-Bereg, Ungaria) este o scriitoare, regizoare de film și supraviețuitoare a Holocaustului de origine evreiască și maghiară. Ea și-a trăit cea mai mare parte a vieții în Italia și scrie în limba italiană.

## Tinerețe
A fost fiica unor părinți evrei maghiari săraci. Ea s-a născut ca Edit Steinschreiber în satul Tiszabercel, lângă granița cu Ucraina. În 1944, împreună cu părinții ei, doi frați și o soră, a fost trimisă în lagărul de concentrare Auschwitz, unde mama ei a murit. Familia a fost ulterior transferată la Dachau, unde a murit și tatăl ei, apoi la Christianstadt și în cele din urmă la Bergen-Belsen, unde copiii rămași au fost eliberați de Aliați în 1945. Un frate a murit, de asemenea, în lagărele de concentrare. S-a întors în Ungaria și apoi a plecat în Cehoslovacia, unde o altă soră locuia cu familia ei.

## Carieră
În 1959, ea și-a publicat autobiografia Chi ti ama così, tradusă ulterior ca Cine te iubește asa (2001).
În 1971, ea a scris prima ei piesă de teatru, Sulla porta. Bruck a fost fondatoarea teatrului Teatro della Maddalena din Roma. Din anii 1970 până în anii 1990, a lucrat pentru RAI ca regizoare și scenaristă.
A tradus în limba italiană lucrări ale poeților maghiari Attila József și Miklós Radnóti. Propria ei lucrare a fost tradusă în alte limbi, inclusiv maghiară, daneză, olandeză, engleză și germană.

## Viață personală
Când a avut 16 ani, s-a căsătorit cu Milan Grün și s-a mutat în Israel; cuplul a divorțat în anul următor. S-a căsătorit apoi cu Dany Roth, dar această căsătorie s-a încheiat cu un divorț. Apoi s-a căsătorit cu o cunoștință pe nume Bruck pentru a-și amâna serviciul militar obligatoriu; ea a divorțat de el până la 20 de ani, dar i-a păstrat numele de familie. În 1954, Bruck s-a mutat la Roma și mai târziu s-a căsătorit cu scriitorul și regizorul italian Nelo Risi⁠(d).

## Lucrări selectate[6]
- Chi ti ama così, roman (1959) (Cine te iubește așa (2001) tr. Thomas Kelso)
- Andremo in città, povestiri (1962), povestirea titlulară a fost adaptată ca film în 1966
- Due stanze vuote, povestiri (1974), povestire finalistă aPremiului Strega[8]
- Per il tuo bene, teatru (1975)
- Mio splendido disastro, roman (1979)
- Lettera alla madre, roman epistolar, (1988), a primit Premiul Rapallo Carige[8]
- Nuda proprietà (1993), finalistă a Premiului Strega[8]
- Il silenzio degli amanti, roman (1997)
- L'amore offeso, roman (2002)
- Quante stelle c'è nel cielo, roman (2009), a primit Premiul Viareggio, adaptat pentru film ca Anita B.⁠(d)

## Filmografie[6]
- Improvviso, regizoare (1979)
- Quale Sardegna?, regizoare (1983)
- Fotografando Patrizia, scriitoare (1984)
- Altare per la madre, regizoare (1986)
- Per odio per amore, scriitoare (1991)